# Маврогенис, Апостолос
Апостолос Маврогенис греч.  Απόστολος Μαυρογένης  (январь 1792 года Парос — 7 ноября 1906 года Афины) — первый профессиональный военный врач в истории современной Греции. Участник Греческой революции.

## Биография
Апостолос Маврогенис родился в январе 1792 года в знатной семье острова Парос. Греко-венецианский род Маврогенисов происходил с острова Крит. В силу своей образованности, многие представители рода Маврогенисов занимали высокие должности в Османской империи. Другие представители рода Маврогенисов внесли заметный вклад в Новогреческое просвещение.

Апостолос был третьим ребёнком (из десяти) в семье Янниса Маврогениса и Замбето Кондили.

Когда Апостолос был ещё ребёнком, по причине турецких преследований, семья Янниса Маврогениса покинула остров Парос и перебралась на остров Лесбос. Для бо́льшей безопасности, Апостолос был отправлен к своему дяде, Стефаносу Маврогенису (1750—1821), который в тот период был османским послом в Вене. В дальнейшем и с началом Греческой революции, сам Стефанос Маврогенис был обезглавлен турками, в ходе массового террора, направленного против православного греческого населения.
Оказавшись в благоприятных условиях, Апостолос получил существенное образование. Завершил своё образование в итальянской Пизе, где учился медицине. Кроме греческого, Апостолос говорил на французском, арабском, турецком и итальянском. Греческая революция разразилась в 1821 году, когда Апостолос Маврогенис ещё находился в Италии. Без промедления, Апостолос оставил университет и, с 7 своими итальянскими товарищами, отправился добровольцем в восставшую Грецию. Здесь он примкнул к известному военачальнику Т. Колокотронису и принял участие в разгроме турецких сил при Дервенакии.
В ходе Освободительной войны профессиональные медики в рядах восставших греков были чрезвычайно редки и в бοльшей части принадлежали к числу иностранцев филэллинов. Медицинская служба революционной Греции была недостаточной и, как правило, за тяжёлыми ранениями на поле боя неминуемо следовала смерть. В силу этого, лица владевшие даже минимальными знаниями и навыками медицины имели большой авторитет среди греческих повстанцев.

В этих условиях, вклад Маврогениса был настолько ценным и общепризнанным, что когда в Грецию прибыл Иоанн Каподистрия, Маврогенис был назначен первым военным врачом в первый военный госпиталь на острове Саламин. При назначении Маврогенису было определено жалование в 70 «фениксов» и «3 ежедневные порции хлеба».
Биографы Маврогениса пишут, что до своего назначения в госпиталь он был не только военным врачом, но и бойцом. Маврогенис был отмечен командованием за проявленную храбрость в сражении при Дрампала в 1825 году против турецко-египетских сил Ибрагима.
После окончания войны и при короле баварце Оттоне, Маврогенису была назначена маленькая почётная пенсия. Маврогенис был награждён орденами как Оттоном, так и королём Георгом.
К концу века и несмотря на свой преклонный возраст, Маврогенис оставался в здравом уме и твёрдой памяти, но потерял своё зрение. Своё последнее интервью Апостолос Маврогенис дал в 1904 году журналисту и литератору Захариасу Папантониу. Интервью было опубликовано в газете «Скрип».
Апостолос Маврогенис умер в Афинах 7 ноября 1906 года, в возрасте 114 лет, последним из известных ветеранов Освободительной войны 1821—1829 годов.